# Puszcza Wierzchucińska
Puszcza Wierzchucińska (kaszub. Wierzchùcënsczé Lasë) – kompleks leśny na obszarze Wysoczyzny Choczewskiej w województwie pomorskim, graniczący na północnym zachodzie z Lasami Lęborskimi, na południu z pradoliną Łeby i na wschodzie z pradoliną Redy. Na obszarze puszczy  wyodrębniono rezerwat przyrody Długosz Królewski w Łęczynie. Na północno-zachodnim krańcu puszczy znajduje się trudno dostępne jezioro Czarne. W Puszczy Wierzchucińskiej znajduje się również szereg wzniesień z najwyższym wzniesieniem – Górą Wysoką.